# Jamie Hamill
Jamie Hamill (Irvine, 29 luglio 1986) è un allenatore di calcio ed ex calciatore scozzese, di ruolo difensore, tecnico in seconda del Cork City.

## Palmarès

### Club

#### Competizioni nazionali
- Coppa di Scozia: 1

Hearts: 2011-2012